# Cycniopsis
Cycniopsis är ett släkte av snyltrotsväxter. Cycniopsis ingår i familjen snyltrotsväxter.
Kladogram enligt Catalogue of Life:
| Cycniopsis | \| \| Cycniopsis humifusa \| \| \| \| \| \| Cycniopsis humilis \| \| \| \| |
|            | \| \| Cycniopsis humifusa \| \| \| \| \| \| Cycniopsis humilis \| \| \| \| |
|            | Cycniopsis humifusa                                                        |
|            |                                                                            |
|            | Cycniopsis humilis                                                         |
|            |                                                                            |